# Plaquemine
Plaquemine – miasto w Stanach Zjednoczonych, w stanie Luizjana, siedziba administracyjna parafii Iberville.